# Abid Al-Hamid Mahmud
Abid Al-Hamid Mahmud (ur. ok. 1957, zm. 7 czerwca 2012) – członek obalonego (wiosną 2003, w wyniku inwazji wojsk USA i sojuszników) rządu Iraku. Bliski współpracownik Saddama Husajna, wpisany do tzw. Amerykańskiej Talii Kart jako as karo.

## Życiorys
Był osobistym sekretarzem Saddama Husajna i trzecią osobą w hierarchii jego władzy, zaraz po synu Kusaju. Podlegała mu licząca 15 tysięcy żołnierzy jednostka osobistej ochrony prezydenta. Wywodził się też z Tikritu, a były dyktator ufał mu bezgranicznie.
W październiku 2010 został skazany na karę śmierci, wyrok wykonano 7 czerwca 2012.